# Maurice Raynal
Maurice Raynal, nascut el 1884 a París i mort el 18 de setembre de 1954 a París, fou un crític d'art francès, conegut per haver sigut un dels principals promotors del cubisme. Entre les seves publicacions més destacades es troben (en francès): Essai de Définition de la Peinture Cubiste (1912)
Quelques Intentions du Cubisme, l'Effort Moderne, (1919),
Picasso, (1921),
Juan Gris et la métaphore plastique, (1923) o l'assaig
Histoire de la peinture moderne de Baudelaire à Bonnard, de 1949